# 司庫坎查克 (英屬哥倫比亞)
司庫坎查克（英文：Skookumchuck），位於加拿大英屬哥倫比亞省西庫特內區域局的一個聚居地（locality）。位於英屬哥倫比亞省93號公路和英屬哥倫比亞省95號公路共線路段旁；庫特內河和盧西爾河交界處。地名來自奇努克用語（英文：Chinook Jargon，北美的一種皮欽語）。